# Belgische federale verkiezingen 2014/Kandidatenlijst/CD&V
Dit zijn de kandidatenlijsten van Christen-Democratisch en Vlaams voor de Belgische federale verkiezingen van 2014. De verkozenen staan vetgedrukt.

## Antwerpen

### Effectieven
1. Servais Verherstraeten
2. Nahima Lanjri
3. Jef Van den Bergh
4. Griet Smaers
5. Luc Bouckaert
6. Griet Van Olmen
7. Paul Diels
8. Patrick Janssen
9. Tine Muyshondt
10. Luc De Boeck
11. Wim De Visscher
12. Annemie Van Dyck
13. Dieter Wouters
14. Dirk Van Noten
15. Elien Bergmans
16. Liesbet Sommen
17. Maaike Bradt
18. Mia Moortgat
19. Evi Degheldere
20. Guy Van De Perre
21. Bernadette De Cat
22. Luc Van Hove
23. Shana Taeymans
24. Luc Hermans

### Opvolgers
1. Walter Schroons
2. Wendy Weckhuysen
3. Edwin De Cleyn
4. Seppe Bouquillon
5. Jamel Ibrahimi
6. Ils Van Hove
7. Wim Bollaert
8. Marleen Struyf
9. Nic Andriessen
10. Carolien Meulders
11. Gerlinde Hublin
12. Kelly Verboven
13. Eric Janssens

## Brussel-Hoofdstad

### Effectieven
1. Benjamin Dalle
2. Stefanie Gryson
3. Kyrill Kazakevicius
4. Khadija Maghouz
5. Arnout Justaert
6. Maude Van Gyseghem
7. Guillaume Deman
8. Fatuma Tepatondele
9. Marguerite-Marie André-Dumont
10. Thomas Vandormael
11. Natalja Stevens
12. Bernard Du Four
13. Sabine Simbi
14. Zahra Choua
15. Dries Cools

### Opvolgers
1. Katrien Van Kriekinge
2. Jan Kindermans
3. Veerle Eygenraam
4. Christian Boone
5. Lieve Lippens
6. Abderrahim Nmiyesse
7. Raymonda Opdecam
8. Roland Van Den Eynde
9. Guido Ghekiere

## Limburg

### Effectieven
1. Wouter Beke
2. Veerle Heeren
3. Raf Terwingen
4. Liesbeth Van der Auwera
5. Burak Dogan
6. Nancy Bleys
7. Thomas Vints
8. Myrthe Hoffmeister
9. Danielle Biesemans
10. Isabelle Thielemans
11. Wim Dries
12. Gerald Kindermans

### Opvolgers
1. Nadja Vananroye
2. Tom Thijsen
3. Gunter Haeldermans
4. Krijn Henrotte
5. Lieve Theuwissen
6. Erik Van Roelen
7. Inge Moors

## Oost-Vlaanderen

### Effectieven
1. Pieter De Crem
2. Leen Dierick
3. Stefaan Vercamer
4. Veli Yüksel
5. Katrien Claus
6. Lieselot Bleyenberg
7. Filip Liebaut
8. Odette Van Hamme
9. Veerle Mertens
10. Ignace Michaux
11. Marten De Jaeger
12. Nicole Van Duyse
13. Tineke Soens-Van Der Donck
14. Saloua El Moussaoui
15. Chantal Sysmans
16. Jan Van de Walle
17. Thomas Van Ongeval
18. Roland Uyttendaele
19. Bart Ottoy
20. Ilse Uyttersprot

### Opvolgers
1. Sarah Claerhout
2. Vincent Van Peteghem
3. Stephan Van den Berghe
4. Johan Uytdenhouwen
5. Gert Schelstraete
6. Claire Lescrauwaet
7. Leen Desimpel-Famaey
8. Annelies Van Caenegem
9. Ronny Herremans
10. Conny De Spiegelaere
11. Joop Verzele

## Vlaams-Brabant

### Effectieven
1. Koen Geens
2. Sonja Becq
3. Eric Van Rompuy
4. Christine Hemerijckx
5. Steven Omblets
6. Heidi Elpers
7. Andy Vandevelde
8. Lore Fourie
9. Wim Bergé
10. Laura Nevens
11. Danny De Kock
12. Marc Morris
13. Marleen Mertens
14. Koen Van Elsen
15. Monique Swinnen

### Opvolgers
1. Els Van Hoof
2. Peter Van Kemseke
3. Kristina Eyskens
4. Peter Van Cutsem
5. Annelies De Cupere
6. Erik Moens
7. Greet Segers
8. Hans Vandenberg
9. Kris Poelaert

## West-Vlaanderen

### Effectieven
1. Hendrik Bogaert
2. Nathalie Muylle
3. Roel Deseyn
4. Franky Demon
5. Christine Depuydt
6. Gerda Mylle
7. Katrien Desomer
8. Dirk Verwilst
9. Ann Vansteenkiste
10. Vincent Byttebier
11. Carine Dewaele
12. Bart Halewyck
13. Veronique Defruyt
14. Kristof Audenaert
15. Loes Vandromme
16. Felix De Clerck

### Opvolgers
1. Bercy Slegers
2. Mathieu Desmet
3. An Casteleyn
4. Piet De Langhe
5. Jo Neirynck
6. Marlies De Clercq
7. Francine Ampe-Duron
8. Dirk Laleman
9. Kris Declercq